# Cyclodinus constrictus
Cyclodinus constrictus é uma espécie de insetos coleópteros polífagos pertencente à família Anthicidae.
A autoridade científica da espécie é Curtis, tendo sido descrita no ano de 1838.
Trata-se de uma espécie presente no território português.